# فترة خلو الحكم (شرق الأردن)
فترة خلو الحكم في شرق الأردن، وهي التي أعقبت الحرب الفرنسية-السورية في 25 يوليو 1920 حتى تأسيس إمارة شرق الأردن في 11 أبريل 1921. أصبح شرق الأردن خلالها أرضًا خالية من الحكم أو كما وصفها السير هربرت صموئيل، «تركت مهجورة سياسيًا» كانت المنطقة فقيرة للغاية، وقليلة السكان واعتبرت على نطاق واسع غير قابلة للسيطرة.
تجنب البريطانيون في انتدابية فلسطين المجاورة «وضع أي صلة بين هذه الأراضي وفلسطين» وطوروا ما اصطلح على تسميته «السياسة الشريفية» لحكمها. في ظل محاولات الصهاينة ضمها إلى مشروعهم. حيث جابه وزير الخارجية البريطاني اللورد كرزون طموحات المفوض السامي في فلسطين الصهيوني هربرت صموئيل لتحقيق ذلك.

## قرار بريطانيا التخلي عن الاحتلال المباشر

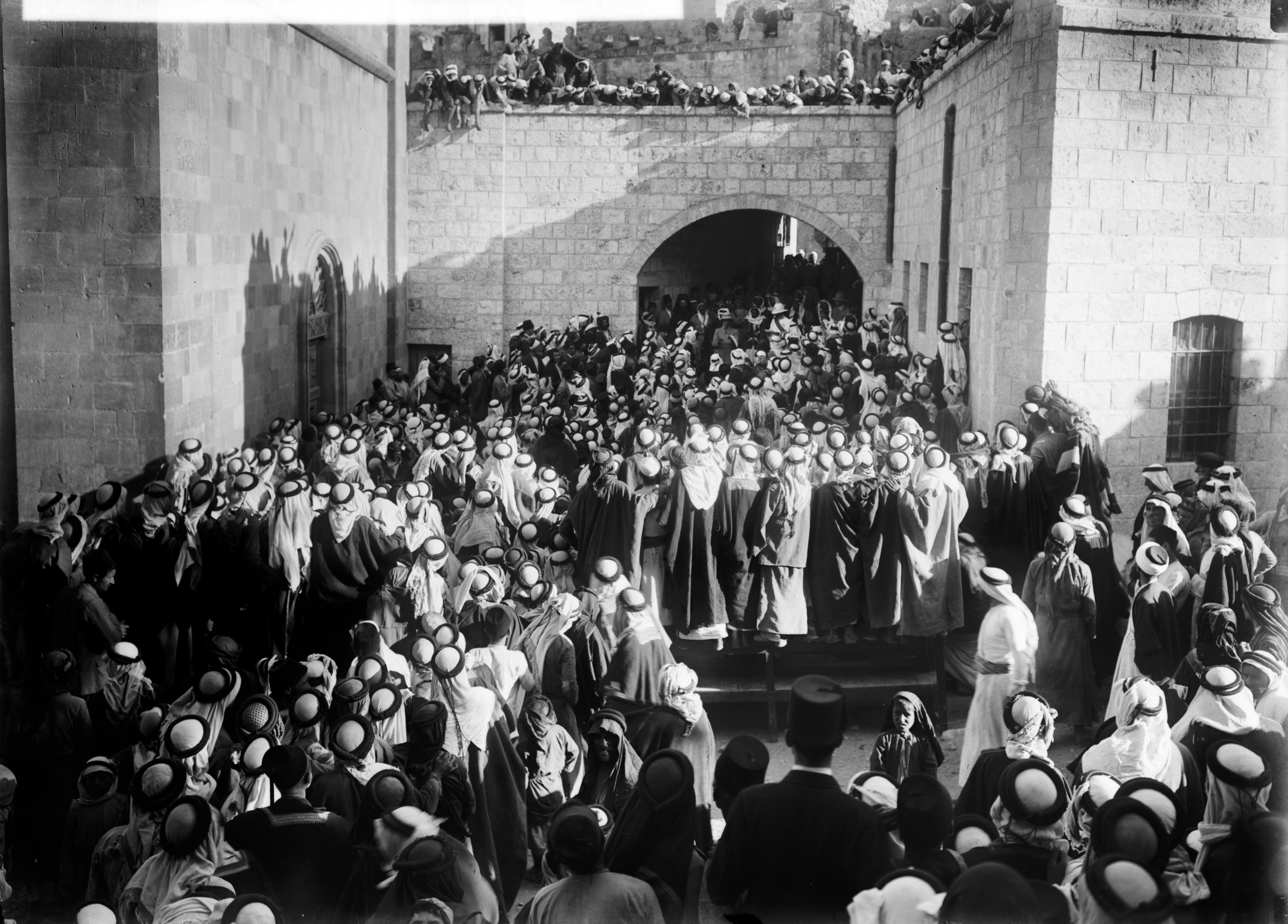
لقاء هربرت صموئيل مع الأهالي في السلط، في 21 أغسطس 1920 في فناء كنيسة السيدة العذراء الكاثوليكية. حذر كرزون صموئيل بعد ذلك ببضعة أيام: «يجب ألا يكون عندك أي شك في نية بريطانيا إنشاء إدارة مستبقلة هناك».

### تطوير السياسة
في أوائل عام 1920، ظهر مبدآن داخل الحكومة البريطانية مع بدايات عام 1920، الأول هو أن حكومة فلسطين لن تسيطر على شرق الأردن، والثاني هو أن بريطانيا اختارت -وإن كان محل خلاف- أن يكون الأردن ضمن كيان عربي مستقل تفسيرًا لمراسالات الحسين - مكماهون عام 1915.
أراد البريطانيون تحديد منطقة النفوذ الفرنسي في سوريا وفقًا لصك الانتداب وهل تشمل شرق الأردن أم لا، لكنهم في النهاية متمثلين بشخص وزير الخارجية كرزون قرروا أن شرق الأردن سيبقى مستقلًا ولكن بعلاقة أقرب مع فلسطين منها مع مناطق نفوذ الفرنسيين في الشمال.

### الاطماع الصهيونية في شرق الأردن
بعث وزير الخارجية البريطاني كرزون في 6 أغسطس 1920 رسالة إلى المندوب السامي المعين حديثًا في فلسطين، هربرت صموئيل قال فيها: «عليك أن تدرك فورًا أننا لن نعترف بأي نفوذ فرنسي جنوب خط اتفاقية سايكس بيكو، وأن ترتيباتنا لهذه المنطقة تقتضي أن تكون مستقلة وبعلاقة وثيقة جدًا مع فلسطين». رد عليه صموئيل بقوله: «إن شيوخ القبائل شرقي الأردن غير راضين عن الأشراف بعد سقوط حكومتهم في دمشق، وليس مرجحًا أن يقبلوا إحياءها». كما طلب ضم أجزاء من شرق الأردن لسيطرته الإدارية.
بعد أسبوعين من ذلك في 21 أغسطس زار هربرت صموئيل شرق الأردن دون إذن من لندن؛ واجتمع مع 600 شخصية قيادية في السلط، وأعلن استقلال المنطقة عن دمشق واستيعابها في انتدابية فلسطين، وهي التي تمثل أربعة أضعاف مساحتها وذلك عن طريق الاستسلام الضمني. وقد أكد صموئيل للأهالي في شرق الأردن أن بلادهم لن تدمج تمامًا مع فلسطين. رفض كرزون هذه الإجراءات فورًا وبعث في 26 أغسطس رسالة واضحة لصموئيل أن هذه المنطقة «تنوي بريطانيا وبلا أدنى شك إنشاء حكومة مستقلة فيها» وذلك تجنبًا لتخصيص موارد كبيرة لمنطقة تعتبر ذات قيمة إستراتيجية هامشية نزولًا عند الرغبة الحكومية بتخفيض النفقات العسكرية البريطانية، وقد أصدر كرزون تعليمات إلى الدبلوماسي البريطاني فانسيترات بمغادرة الحدود الشرقية لفلسطين دون تحديد- وتجنب إيجاد أي صلة بينها وبين فلسطين؛ لترك المجال مفتوحًا لإنشاء حكومة عربية هناك.
في فبراير 1921 قال كرزون: «أنا قلق للغاية على شرق الأردن... إن السيد هـ. صموئيل يريده متاحًا لليهود كملحق لفلسطين. أنا هنا لمنع ذلك».

## الحكومات المحلية
أرسلت الحكومة البريطانية بعد خطاب صموئيل في أغسطس 1920، ستة موظفين سياسيين صغارًا إلى البلاد لتشجيع إنشاء حكومات محلية مستقلة ولتقديم المشورة؛ لم يُقدم أي دعم عسكري، ومُنح الأهالي دعمًا ماديًّا محدودًا، وكان بعض الضباط لا يتحدثون العربية. استمر هذا الحال حتى أبريل 1921، على الرغم من أن البريطانيين كانوا قد استنتجوا بحلول فبراير 1921 أن «نفوذ الأمير عبد الله قد حل بالكامل محل تأثير الحكومات المحلية والمستشارين البريطانيين في سائر مناطق شرق الأردن». كانت الحكومات المحلية التي تأسست خلال هذه الفترة هي:

### منطقةعجلون
عين الرائد فيتزي سومرست  والنقيب ريجينالد مونكطون  مسؤولين سياسيين. كانت عجلون المنطقة الأكثر كثافة سكانية في البلاد وقُسِّمت لاحقًا إلى أربع حكومات: جبل عجلون، والكورة، وإربد، وجرش. ترأس حكومة جرش المحلية محمد علي المغربي.

### منطقةالبلقاء
في منطقة البلقاء:

#### السلط
عُيِّن الرائد ج.ن. كامب والنقيب تشيزولم دنبار برونتون هما مسؤولين سياسيين. سُلِّمت لاحقًا للنقيب فردريك بيك، الذي تولى قوات الدرك.

#### عمّان
عُيِّن الكابتن آلان كيركبرايد (شقيق أليك الأصغر) مسؤولًا سياسيًّا.

### منطقةالكرك
عُيِّن الكابتن أليك كيركبرايد مسؤولًا سياسيًّا. وأطلق عليها اسم حكومة موآب الوطنية". وكانت أنجح الحكومات.

## قائمة المراجع
- Bradshaw، Tancred (30 مارس 2012). Britain and Jordan: Imperial Strategy, King Abdullah I and the Zionist Movement. I.B.Tauris. ISBN:978-0-85772-114-3. مؤرشف من الأصل في 2020-04-23.
- Salibi، Kamal S. (1998). The Modern History of Jordan. London: I B Tauris. ISBN:978-1860643316.
- Paris، Timothy J. (2003). Britain, the Hashemites and Arab Rule: The Sherifian Solution. Routledge. ISBN:978-1-135-77191-1. مؤرشف من الأصل في 2019-12-22.
- Sicker، Martin (1999). Reshaping Palestine: From Muhammad Ali to the British Mandate, 1831–1922. Greenwood Publishing Group. ISBN:978-0-275-96639-3. مؤرشف من الأصل في 2017-10-11.
- Wasserstein، Bernard (2008). Israel and Palestine: Why They Fight and Can They Stop?. Profile Books. ISBN:978-1-84668-092-2. مؤرشف من الأصل في 2019-12-20.
- Wilson، Mary Christina (1990). King Abdullah, Britain and the Making of Jordan. Cambridge University Press. ISBN:978-0-521-39987-6. مؤرشف من الأصل في 2019-12-22.
- Woodward، Ernest Llewellyn (1963). Documents on British Foreign Policy, 1919–1939, First series, Volume XIII. H.M. Stationery Office. مؤرشف من الأصل في 2019-12-24.
- Alsberg، Paul Avraham [بالألمانية] (1973). "קביעת הגבול המזרחי של ארץ ישראל (Determining the Eastern Boundary of the Land of Israel)". في Daniel Carpi (المحرر). הציונות: מאסף לתולדות התנועה הציונית והישוב היהודי בארץ־ישראל. וניברסיטת תל-אביב, הוצאת הכבוץ המיוחד. مؤرشف من الأصل في 2019-12-21. available in pdf here {{استشهاد بكتاب}}: روابط خارجية في |اقتباس= (مساعدة)
  - Alsberg، Avraham P. [بالألمانية] (1980). "Delimitation of the eastern border of Palestine". Zionism. Institute for Zionist Research Founded in Memory of Chaim Weizmann. ج. 2. ص. 87–98. DOI:10.1080/13531048108575800. مؤرشف من الأصل في 2019-12-25. {{استشهاد بكتاب}}: |عمل= تُجوهل (مساعدة)
- Aruri، Naseer Hasan (1972). Jordan: A Study in Political Development 1923–1965. The Hague: دار بريل للنشر. ISBN:978-90-247-1217-5. مؤرشف من الأصل في 2019-11-29. اطلع عليه بتاريخ 2009-05-02.{{استشهاد بكتاب}}:  صيانة الاستشهاد: ref duplicates default (link)
- Karsh، Efraim؛ Karsh، Inari (2001). Empires of the Sand: The Struggle for Mastery in the Middle East, 1789–1923. Harvard University Press. ISBN:978-0-674-00541-9. مؤرشف من الأصل في 2020-04-23.
- Friedman، Isaiah (2011). British Pan-Arab Policy, 1915–1922. Transaction Publishers. ISBN:978-1-4128-1514-7. مؤرشف من الأصل في 2020-04-23.
- Alon، Yoav (2009). "'Heart-Beguiling Araby' on the Frontier of Empire: Early Anglo-Arab Relations in Transjordan". British Journal of Middle Eastern Studies. ج. 36 ع. 1: 55–72. DOI:10.1080/13530190902749580. JSTOR:40593218.
- Rogan، Eugene L. (11 أبريل 2002). Frontiers of the State in the Late Ottoman Empire: Transjordan, 1850-1921. Cambridge University Press. ISBN:978-0-521-89223-0. مؤرشف من الأصل في 2017-10-18.
- Alon، Yoav (30 مارس 2007). The Making of Jordan: Tribes, Colonialism and the Modern State. I.B.Tauris. ISBN:978-1-84511-138-0. مؤرشف من الأصل في 2020-04-23.